# 822. gruzijski bataljon
822. gruzijski pehotni bataljon Kraljica Tamara je sestavljalo približno 400 Nemcev in 800 Gruzijcev prostovoljcev.
Med Bliskovito vojno 1941-1942 je v nemško ujetništvo padlo na tisoče Gruzijcev. Ker so bile življenjske razmere v taboriščih zelo slabe, da so se mnogi vojni ujetniki prostovoljno vključili v nemški tako imenovani program Vzhodna legija. To se jim je zdela edina možnost, da vojno preživijo.

## Texel
Preden je 822. bataljon 6. februarja 1945 pod vodstvom poveljnika Klausa Breitnerja prispel na otok Texel, je odšel preko Francije v Zandvoort, kjer je ostal nameščen 17 mesecev. Od tam je bataljon odšel v Den Burg in se preselil v kompleks bunkerjev, ki je bil sestavljen iz petdesetih tankostenskih bunkerjev. Njihova naloga je bila izboljšati Atlantski zid. Na Texelu je to sestavljalo 500 struktur, vključno s tremi obalnimi baterijami in dvema protiletalskima baterijama.

## Vstaja Gruzijcev
Aprila 1945 je bila prihodnost Gruzijcev nejasna. Bataljon bi morda lahko poslali na fronto v vzhodno Nizozemsko. Majorju Breitnerju je bilo 5. aprila res ukazano, naj naslednji dan ob 7:00 odide. Ker so Gruzijci v domovini veljali za izdajalce, so se odločili, da je to edini čas, ko se lahko rehabilitirajo. V noči s 5. na 6. april so se uprli in v spanju pobili več kot 450 Nemcev.
Vstajo Gruzijcev je vodil Šalva Loladze, a je propadla. Poveljnik Breitner je pobegnil in posvaril nemške čete v Den Helderju. Boji so se nadaljevali, na otok so prišli novi Nemci in Gruzijci so bili pregnani proti severu. Slednji se je predal na svetilniku Eierlandse De Cocksdorp. Mnogi so se pred tem skrivali pri prebivalcih Texela.
Kanadčani so Texel osvobodili 20. maja 1945. Od 800 Gruzijcev se je v domovino vrnilo 236 moških. 476 Gruzijcev iz bataljona je pokopanih na pokopališču Hoge Berg Texel .

## Vir
- Ruska vojna